# Тупий та ще тупіший
«Тупий та ще тупіший» (англ. Dumb & Dumber) — американський фільм з Джимом Керрі та Джеффом Деніелсом, що вийшов у 1994 році. Фільм розповідає історію двох безробітних молодиків, які вирушають у безрозсудливу подорож через всю країну, сподіваючись перервати смугу постійних невдач. Свого часу картина здобула успіх в аудиторії, відкрила світові режисерський дует братів Фарреллі.
У січні 2014 відбулась прем'єра сиквела «Тупий та ще тупіший 2» з тими ж режисерами і акторами в головних ролях.

## Сюжет
Теглайн: Для них кожен новий день божевільніший від попереднього
У місті Провіденс живуть двоє дорослих телепнів — Ллойд Крістмас і Гаррі Данн. Одного разу безтурботний водій лімузину Ллойд з першого погляду закохується в одну зі своїх пасажирок Мері Свонсон, яку йому велено доставити в аеропорт. Мері збирається летіти до своєї сім'ї в місто Аспен (Колорадо). Після зворушливого прощання на терміналі вона залишає кейс з грошима, призначеними для бандитів, що викрали її чоловіка. Ллойд помічає кейс, перехоплює його швидше за викрадачів і біжить за Мері навздогін, щиро бажаючи повернути «загублений» багаж. Але Мері поспішно відлітає, і Ллойд так і залишається з валізою (в гонитві за літаком він навіть випадає з терміналу).
Гаррі, компаньйон Ллойда, займається бізнесом з перевезення собак, всі свої заощадження він вклав у переробку мікроавтобусу (Ford Econoline 1984 випуску) «під собаку». Обидва друга, і Гаррі, і Ллойд в результаті втрачають роботу і виявляються в досить пригніченому стані. Як вони кажуть: «Неможливо знайти роботу, де тебе не змушували б працювати по 40 годин на тиждень». У спробі втекти від нескінченних життєвих невдач Ллойд пропонує вирушити до Аспена, він сподівається, що Мері після повернення дипломата запросить їх на чай і допоможе влаштуватися в житті. Ллойд продає свого мертвого папужку сусідському сліпому хлопчикові, і з рідного Род-Айленда герої вирушають до далекого штату Колорадо. При цьому вони навіть не здогадуються, що грошей у дипломаті їм з лишком вистачило б на все життя.
У ході подорожі з персонажами відбуваються різного роду курйози. Наприклад, вони випадково вбивають одного з викрадачів, замість таблеток від виразки нагодувавши його щурячою отрутою. Потім на одному з поворотів Ллойд повертає не в той бік, і замість скелястих гір Колорадо, де їх уже чекало ФБР, герої потрапляють в безлюдну пустелю штату Небраска. Після п'ятигодинної їзди у неправильному напрямку бензин, нарешті, закінчується, і Гаррі пішки вирушає додому. Ллойд, завдяки кмітливості, виміняв мікроавтобус Гаррі на задрипаний моторолер, і на ньому вони продовжують намічений шлях.
Після прибуття в Аспен виявляється, що Ллойд не знає прізвища Мері, навіть у телефонному довіднику він не може її відшукати. Друзям доводиться ночувати в холодному зимовому парку, між ними зав'язується сварка, що перетікає в бійку, внаслідок чого дипломат випадково відкривається. Обидва обіцяють, що не стануть витрачати багато чужих грошей, а на всі витрати будуть писати депозитарні розписки. Але, всупереч своїм обіцянкам, вони знімають президентський номер в готелі, купують дорогий автомобіль Lamborghini Diablo і живуть на широку ногу.
Випадково з'ясовується, що Мері братиме участь у благодійному вечорі, присвяченому вимираючим видам птахів. Перш ніж повертати кейс, Ллойд вирішує справити на Мері враження багатого світського денді, але, за іронією долі, Мері погоджується на побачення з Гаррі. Ллойд про це не знає, переповнений радістю через власне побачення з нею, він відкорковує пляшку шампанського і корком вбиває білу сову рідкісної породи. Обидва герої, сповнені ревнощами, вступають один з одним у негласний конфлікт, не усвідомлюючи того, що Мері не розглядає нікого з них як коханця.
У підсумку Ллойда, Гаррі і Мері беруть у полон бандити, що протягом усього фільму ганялися за валізою з викупом. Коли Ллойд відкриває кейс і показує Ніколасу (він виявився організатором викрадення) розписки, що з вигляду нагадують м'яті обривки туалетного паперу, той у гніві вирішує застрелити їх усіх. У найбільш напружений момент в готельний номер вривається загін ФБР і заарештовує злочинця. Мері пристрасно обіймає коханого чоловіка, через що Ллойд сильно засмучується, оскільки до цього моменту не знав, що вона одружена.
Залишившись без грошей, герої пішки повертаються додому. По дорозі перед ними зупиняється автобус, повний дівчат у бікіні. Красуні шукають двох хлопців, які змогли б протягом двох місяців кататися з ними країною і перед конкурсами краси натирати маслом їх тіла. Друзі відправляють дівчат на пошук хлопців у сусіднє місто, і, коли ті їдуть, між собою думають, що коли-небудь і їм посміхнеться удача.

## У ролях
| Актор           | Роль                        |
| --------------- | --------------------------- |
| Джим Керрі      | Ллойд Крістмас              |
| Джефф Деніелс   | Гаррі Данн                  |
| Лорен Голлі     | Мері Свонсон                |
| Чарльз Рокет    | Ніколас Андре               |
| Майк Старр      | Джо Менталіно               |
| Карен Даффі     | Дж. П. Шей                  |
| Кем Нілі        | Басс                        |
| Вікторія Роуелл | Бет Джордан                 |
| Террі Гарр      | Гелен Свонсон               |
| Генк Бендт      | Карл Свонсон                |
| Бреді Блам      | сліпий хлопчик Біллі        |
| Роб Морен       | бармен                      |
| Ліза Стотхард   | красуня з Австрії           |
| Гарланд Вільямс | поліцейський з Пенсільванії |
| Конні Сойєр     | літня жінка                 |

## Творці фільму
| - Режисери — Боббі Фарреллі, Пітер Фарреллі - Сценарій — Беннетт Йеллін, Пітер Фарреллі - Оператор — Марк Ірвін - Монтаж — Крістофер Грінбарі - Художник-постановник — Ерлан Джей Веттен - Композитор — Тодд Рандгрен - Продюсери — Еллен Дьюмочел, Боббі Фарреллі, Трейс Грехам-Райс, Бредлі Дженкель, Бред Кревой, Аарон Мейерсон, Джеральд Т. Ольсон, Чад Оман, Стівен Стеблер, Бредлі Томас, Чарльз Б. Весслер |

## Дійові особи
- 'Ллойд Крістмас' (англ. Lloyd Christmas) — веселий молодик близько 30 років, не схильний до будь-якої роботи, свідченням чого є його численні звільнення. Він настільки наївний, що, побачивши незнайомку, здатний закохатися в неї. За сюжетом він вирушає до курортного містечка Аспен, щоб повернути Мері особистий дипломат і провести з нею решту життя.

- 'Гаррі Данн' (англ. Harry Dunne) — добродушний любитель собак і найкращий друг Ллойда, йому також близько 30 років. Разом з другом мріє відкрити магазин з продажу хробаків і назвати його лаконічною назвою «Є черв'яки». Дізнавшись про бажання Ллойда вирушити до Аспена, він кидає всі справи і їде з ним.

- 'Мері Свонсон'(англ. Mary Swanson) — багата світська дама. Протягом фільму перебуває в пригніченому стані, бо її коханий чоловік Боббі викрадений близьким другом сім'ї.

- 'Ніколас Андре'(англ. Nicholas Andre) — головний лиходій фільму. Перебуваючи в наближенні до сім'ї Свонсон, він викрадає чоловіка Мері і вимагає за нього істотний викуп. Його план провалюється через участь Ллойда і Гаррі, які привертають до угоди увагу ФБР.

- 'Джо' Псих 'Менталіно'(англ. Joe «Mental» Mentalino) — запеклий товстий гангстер, також знаний як «Газовщик» (через бурхливе виділення газів). Бувши співучасником викрадення, він допомагає Ніколасу Андре здійснити операцію з передачі грошей, але стикається з Ллойдом і Гаррі. При першій же зустрічі він збирається вбити їх, але в ході подорожі сам гине через отруєння щурячою отрутою.

- 'Джі Пі Шей'(англ. J.P. Shay) — напарниця Джо Менталіно. Наприкінці фільму її, також як і Ніколаса Андре, заарештовують федеральні агенти.

- 'Бет Джордан' (англ. Beth Jordan) — при першій зустрічі з героями постає в образі легковажної молодої жінки, яка вирушила до Аспена, щоб втекти від свого придуркуватого приятеля. Насправді ж є агенткою ФБР під прикриттям, протягом всього шляху вона їде вслід за головними героями в надії на те, що ті виведуть її на головного викрадача.

- 'Окунь' (англ. Sea Bass) — брутальний далекобійник, який вступає з головними героями в конфронтацію під час їх подорожі. При першій зустрічі в придорожній забігайлівці Гаррі випадково влучає йому по голові сільницею, за що Басс плює йому в гамбургер. По закінченні цього непорозуміння герої змушують далекобійника оплатити їх рахунок і їдуть геть. Під час другої зустрічі Басс намагається зґвалтувати Ллойда, але Гаррі вирубає його дверима туалетної кабінки. Цікаво, що персонаж Окунь з'являвся і в іншій комедії з Джимом Керрі «Я, знову я та Ірен», в обох випадках цю роль зіграв професійний канадський хокеїст Кем Нілі.

## Місця знімання
Майже всі події, що відбувалися в місті Аспен, насправді знімалися в містах Брекенрідж (штат Колорадо) та Парк Сіті (штат Юта). Безліч сцен знімалося в готелі Стенлі, що знаходиться в гірськолижній резервації Естес Парк (у фільмі він перейменований в готель Денбурі). Цей готель особливо відомий тим, що в ньому знімався знаменитий фільм Стенлі Кубрика «Сяйво», екранізація роману Стівена Кінга. Побачення Гаррі і Мері в реальності відбувалося на схилах гори Купер.
Місто Провіденс, в якому герої живуть спочатку, знімалося в Солт-Лейк-Сіті (штат Юта). Цей крок був викликаний тим, що Джиму Керрі було необхідно протягом тижня перебувати тут, йому треба було провести операцію з видалення каменів з жовчного міхура. Сцена з лімузином (коли Ллойд розмовляє з дівчиною, що стоїть на автобусній зупинці) була знята на п'ятисотій Східній вулиці. Внутрішній двір житла героїв (там, де показують сліпого хлопчика з мертвим папугою) був знятий на розі тієї ж вулиці. Сцена з «нешкідливою» старенькою на механізованому візку відбувалася все там же, на тлі антикварної крамниці «Томсон і Берроуз». Сама квартира Ллойда і Гаррі перебувала в центральному історичному районі міста, поблизу Об'єднаної тихоокеанської залізничної станції. Особняк Мері Свенсон (той, що в зав'язці фільму) насправді є рестораном «LACAILLE», розташованим недалеко від Великого і Малого каньйону Коттонвуд. Сцени в аеропорту так само знімалися в Солт-Лейк-Сіті, в місцевому Міжнародному аеропорту.
Реальні локації, що знаходяться саме там, де передбачає сюжет фільму, з'являються всього в кількох кадрах. До цих кадрів можна віднести вид на пам'ятку міста Провіденс, так званого Великого синього жука, а також види на лінії міського метрополітену.
Сцена в придорожньому кафе (при першій зустрічі з Окунем) спочатку планувалася в місті Форт-Морген, але господар закладу відмовився від зйомок, коли дізнався, що там має відбуватися. В результаті знімальній бригаді довелося їхати на 15 км західніше в селище під назвою Віггінс і знімати епізод в місцевому ресторані.

## Українське закадрове озвучення
Існує 2 варіанти багатоголосогого закадрового озвучення — студії «1+1» та «Новий канал».

### Двоголосе закадрове озвучення студії«1+1»
- Ролі озвучували: Олександр Завальський та Наталя Ярошенко

### Багатоголосе закадрове озвучення телекомпанії«Новий канал»
- Ролі озвучували: Олег Лепенець, Дмитро Завадський та Наталя Романько-Кисельова